# John Shrapnel
John Shrapnel (Birmingham, 1942. április 27. – London, 2020. február 14.) angol színész.

## Filmjei
Mozifilmek
- Cárok végnapjai (Nicholas and Alexandra) (1971)
- Johanna nőpápa (Pope Joan) (1972)
- Hennessy (1975)
- Personal Services (1987)
- Partition (1987)
- Testimony (1988)
- Eladó az egész világ! (How to Get Ahead in Advertising) (1989)
- Kettős halál (Two Deaths) (1995)
- England, My England (1995)
- 101 kiskutya (101 Dalmatians) (1996)
- Sztárom a párom (Notting Hill) (1999)
- Gladiátor (Gladiator) (2000)
- A test (The Body) (2001)
- Biztosítási csalás (Claim) (2002)
- Atomcsapda (K-19: The Widowmaker) (2002)
- Trója (Troy) (2004)
- The Headsman (2005)
- UFO-boncolás (Alien Autopsy) (2006)
- Dugámba dőltem (Sparkle) (2007)
- Elizabeth: Az aranykor (Elizabeth: The Golden Age) (2007)
- Chemical Wedding (2008)
- Tükrök (Mirrors) (2008)
- A hercegnő (The Duchess) (2008)
- Kísértetek (The Awakening) (2011)

Tv-filmek
- Erzsébet királynő (Elizabeth R) (1971)
- Edward és Mrs. Simpson (Edward & Mrs. Simpson) (1978)
- Troilus és Cressida (Troilus & Cressida) (1981)
- Lear király (King Lear) (1982)
- Katalin cárnő ifjúsága (Young Catherine) (1991)
- A Harmadik Birodalom (Fatherland) (1994)
- Célpont: a Föld (Invasion: Earth) (1998)
- Őfelsége kapitánya: Békák és homárok (Hornblower: The Frogs and the Lobsters) (1999)
- Mária, Jézus anyja (Mary, Mother of Jesus) (1999)
- A tizedik királyság (The 10th Kingdom) (2000)
- Az ókori Róma csodás építményei (Seven Wonders of Ancient Rome) (2004, narrátor)
- Az ókori Róma (Ancient Rome: The Rise and Fall of an Empire) (2006)
- A palota (The Palace) (2008)

Tv-sorozatok
- Alfa holdbázis (Space: 1999) (1975, egy epizódban)
- Between the Lines (1992, hat epizódban)
- Testőrök (Bodyguards) (1996–1997, hét epizódban)
- Kisvárosi gyilkosságok (Midsomer Murders) (1998, 2006, két epizódban)
- Foyle háborúja (Foyle's War) (2002, egy epizódban)
- Hátborzongatók (Spine Chillers) (2003, egy epizódban)
- Linley felügyelő nyomoz (The Inspector Lynley Mysteries) (2007, egy epizódban)
- Kísért a múlt (Waking the Dead) (2011, két epizódban)
- Merlin kalandjai (Merlin) (2012, egy epizódban)